# Vlivy kávy na zdraví
Téma vlivu kávy na zdraví jsou často velmi kontroverzní. První zprávy o vlivu kávy na lidský organismus byly publikovány už kolem roku 1820. Tehdy se přišlo na to, že v semenech této rostliny je obsažen alkaloid zvaný kofein, který příznivě povzbuzuje činnost některých orgánů, jako je srdce, mozek, nervy, ledviny nebo svaly, ale zároveň může u některých lidí způsobovat problémy a narušovat spánek. Kromě kofeinu káva obsahuje i mnoho dalších látek, například antioxidanty a živiny.[který?]

## Káva a pitný režim
Na rozdíl od rozšířeného přesvědčení, že káva působí dehydratačně, nenarušuje běžné pití kávy nijak hospodaření těla s tekutinami. Mírné pití kávy (3–4 běžné šálky, tzn. obsahující 150 mg kofeinu spolu s 150 ml vody) dokonce ani nenarušuje rehydrataci těla po sportovním výkonu, stejně tak nenarušuje hydrataci, pokud je kofein (300 mg) přijat před sportovním výkonem. U lidí, kteří nejsou na působení kofeinu zvyklí (resp. alespoň několik dnů nepřijali žádný kofein), se nicméně močopudné účinky mohou projevit již při příjmu 250–300 mg kofeinu (okolo 2–3 šálků kávy nebo 5–8 šálků čaje). Při pravidelném pití ale na tento účinek kofeinu vzniká rychle tolerance a močopudný účinek u lidí zvyklých pít kávu lze zaznamenat podle různých studií teprve až po přijetí dávek nad 500 mg kofeinu, resp. alespoň 6 mg kofeinu na kg tělesné váhy (tzn. zhruba alespoň 5 šálků kávy). V takovém případě se tedy doporučuje zvýšit příjem tekutin, který vyrovná jejich ztrátu indukovanou působením kofeinu.

## Látky obsažené v kávě
Běžný 250ml šálek kafe obsahuje:

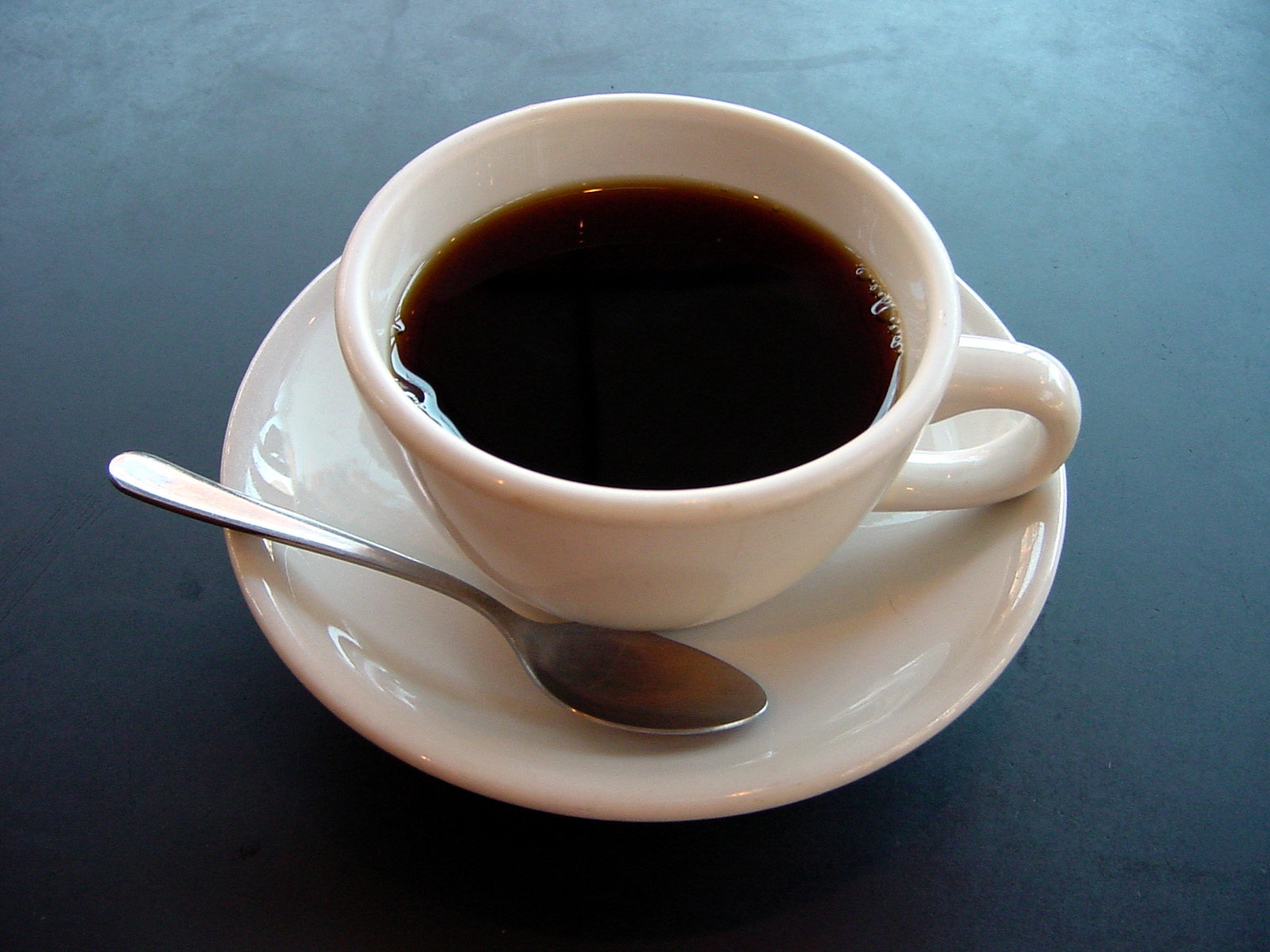
Šálek kávy

- Vitamin B2 (Riboflavin): 11 % doporučené denní dávky
- Vitamin B5 (Kyselina pantothenová): 6 % doporučené denní dávky
- Vitamin B1 (Thiamin): 2 % doporučené denní dávky
- Vitamin B3 (Niacin): 2 % doporučené denní dávky
- Kyselina listová: 1 % doporučené denní dávky
- Mangan: 3 % doporučené denní dávky
- Draslík: 3 % doporučené denní dávky
- Hořčík: 2 % doporučené denní dávky
- Fosfor: 1 % doporučené denní dávky

Obsahuje také antioxidanty, které snižují pravděpodobnost vzniku srdečně-cévních chorob a některých typů rakoviny.

### Kofein
Káva obsahuje velké množství kofeinu, který patří mezi stimulanty (látky, které podporují mozkové funkce a zvyšují metabolismus). Kofein je nejužívanějším stimulantem na světě. Je obsažen v různých potravinách, káva je však jeho největším zdrojem. V běžném šálku kávy kávy je přibližně 90–100 mg kofeinu. Kofein způsobuje snížení únavy a zvýšení mozkové aktivity. Stimulační účinek kofeinu na mozkovou činnost byl ověřen řadou klinických studií. K dalším účinkům kofeinu patří zrychlení reakčního času, zlepšení nálady, zvýšení bdělosti a zlepšení kognitivních funkcí (paměť, učení atd.). Tyto účinky jsou však pouze krátkodobé. Pokud člověk pije kávu denně, budou účinky následně slabší.

## Karcinogenita
V roce 2016 Mezinárodní agentura pro výzkum rakoviny (IARC) konstatovala, že samotné pití kávy nemůže klasifikovat jako karcinogen. Ale pití horkých nápojů (včetně kávy) tato agentura klasifikuje jako pravděpodobný karcinogen pro člověka (skupina 2A). Horký nápoj totiž z kelímku teplem uvolňuje zdraví nebezpečné látky.

## Riziko srdečního infarktu
Vědci objevili, že to, jak naše tělo bude reagovat na množství kofeinu, který přijmeme, závisí na genech. Závisí na nich tedy i to, jak pravděpodobné je, že dostaneme srdeční infarkt při pití určitého množství kávy za den. To závisí konkrétně na genu CYP1A2, který se významně podílí na metabolismu kofeinu a vyskytuje se ve dvou formách, CYP1A2*1A, forma, která kofein metabolizuje rychleji, a CYP1A2*1F, u nějž se naopak kofein z organismu odbourává pomaleji. Ve výzkumu, který se tímto zabýval, studovali 2000 lidí, kteří již dříve prožili srdeční infarkt. Jedincům s genem typu CYP1A2*1F, kteří pili čtyři a více šálku kávy denně, se zvýšilo riziko srdečního infarktu o 36 %. Zato u lidí, kteří měli rychle metabolizující verzi tohoto genu, se ukázala pravděpodobnost srdečního infarktu nulová. 